# Rex Ingram
Rex Ingram (Dublín, 15 de gener de 1892 − North Hollywood, 21 de juliol de 1950) va ser un director de cinema, productor, escriptor i actor irlandès. El cineasta Erich von Stroheim el va nomenar com "el director més gran del món"."

## Inicis
Nat amb el nom Reginald Ingram Montgomery Hitchcock, a la ciutat de Dublín, Irlanda, era el fill d'un clergue. Va ser educat al Saint Columba's College, prop de Rathfarnam, Comtat de Dublin. Posteriorment, va viure la seua adolescència a l'Old Rectory, Kinnitty, Birr (Offaly), on son pare era rector per l'església irlandesa. El 1911 emigra als Estats Units. Son germà, Francis Clere Hitchcock, va fer la carrera militar amb l'exèrcit britànic, tot servint durant la I Guerra Mundial; va aplegar al rang de coronel i va ser condecorat amb la Creu Militar.

## Carrera
Ingram va estudiar escultura a l'Escola d'Art de la Universitat Yale, però ben aviat va entrar al món del cinema. Comença cap al 1913, i a partir d'aleshores escriu, produeix i dirigeix. El seu primer treball com a cineasta és el 1916, amb el drama romàntic The Great Problem. Va treballar per a diversos estudis: Edison Studios, Fox Film Corporation, Vitagraph Studios i MGM, on va rodar pel·lícules d'acció o de temàtica sobrenatural.
El 1920 entra a treballar a la Metro, on està sota la supervisió de June Mathis. Mathis i Ingram filmaran conjuntament quatre pel·lícules: Hearts are Trump, The Four Horsemen of the Apocalypse, The Conquering Power i Turn to the Right. Es creu que ambdós van mantenir una relació sentimental, que es va acabar quan Ingram va fugir amb Alice Terry, el 1921. Abans ja s'havien distanciat a causa de l'aparició de Rodolfo Valentino, descobriment de Mathis que va eclipsar la fama d'Ingram.
Es va casar en dues ocasions, la primera el 1917 amb l'actriu Doris Pawn de la que es va divorciar el 1920. L'any següent va contraure matrimoni amb Alice Terry, amb qui va romandre fins a la seua mort. El 1925, el director i Fred Niblo duen a la pantalla la superproducció èpica Ben-Hur; en el seu rodatge s'hi treballen localitzacions a Itàlia, i la parella Ingram-Terry decideixen traslladar-se a la Riviera francesa. Van posar en marxa un xicotet estudi a Niça i van rodar diverses pel·lícules pel nord d'Àfrica, Espanya i Itàlia per a la MGM i altres companyies.
Entre els col·laboradors de la MGM que van treballar amb Ingram a Niça hi havia el cineasta Michael Powell, que es va influenciar de l'estil de l'irlandès en la seua posterior filmografia, amb elements com la il·lusió, els somnis, la màgia i el surrealisme. David Lean també va assenyalar que hi estava en deute amb Ingram, i el cap d'estudis de la MGM, Dore Schary el va apuntar com una de les persones més creatives de Hollywood, junt D. W. Griffith, Cecil B. DeMille i Erich von Stroheim.
L'arribada del cinema sonor no va impressionar massa a Rex Ingram, qui només rodaria una pel·lícula parlada, Baroud, rodada al Marroc per a la Gaumont British Pictures. La pel·lícula no va tindre massa èxit i Ingram es va retirar del món del cinema, i va retornar a Los Angeles per exercir d'escriptor i escultor.
Els seus films han estat considerats com artístics i hàbils per nombrosos cineastes contemporanis, tot destacant el seu estil visual audaç i imaginatiu. El 1949, el Sindicat de Directors d'Amèrica el va nomenar membre honorari; i per la seua contribució a la indústria cinematogràfica va rebre una estrella al Passeig de la Fama de Hollywood el 8 de febrer de 1960.
A més a més, hi va escriure dues novel·les: Mars in the House of Death i The Legion
Rex Ingram va morir d'una hemorràgia cerebral el 21 de juliol de 1950, als 58 anys. Va ser enterrat al Forest Lawn Memorial Park Cemetery de Glendale, Califòrnia.

## Filmografia
- The Symphony of Souls (curtmetratge d'un rotllo; 1914)
- The Great Problem (1916)
- Broken Fetters (1916)
- The Chalice of Sorrow (1916)
- Black Orchids (1917)
- The Reward of the Faithless (1917)
- The Pulse of Life (1917)
- The Flower of Doom (1917)
- His Robe of Honour (1917)
- Humdrum Brown (1917)
- The Day She Paid (1919)
- Shore Acres (1920)
- Under Crimson Skies (1920)
- Hearts are Trumps (1920)
- The Four Horsemen of the Apocalypse (1921)
- The Conquering Power (1921)
- The Prisoner of Zenda (1922)
- Trifling Women (1922)
- Turn to the Right (1922)
- Scaramouche (1923)
- Where the Pavement Ends (1923)
- The Arab (1924)
- Mare Nostrum (1926)
- The Magician (1926)
- The Garden of Allah (1927)
- The Three Passions (1929)
- Baroud (1932)